# Hauya heydeana
Hauya heydeana är en dunörtsväxtart som beskrevs av J. D. Smith. Hauya heydeana ingår i släktet Hauya och familjen dunörtsväxter. Inga underarter finns listade i Catalogue of Life.

## Bildgalleri

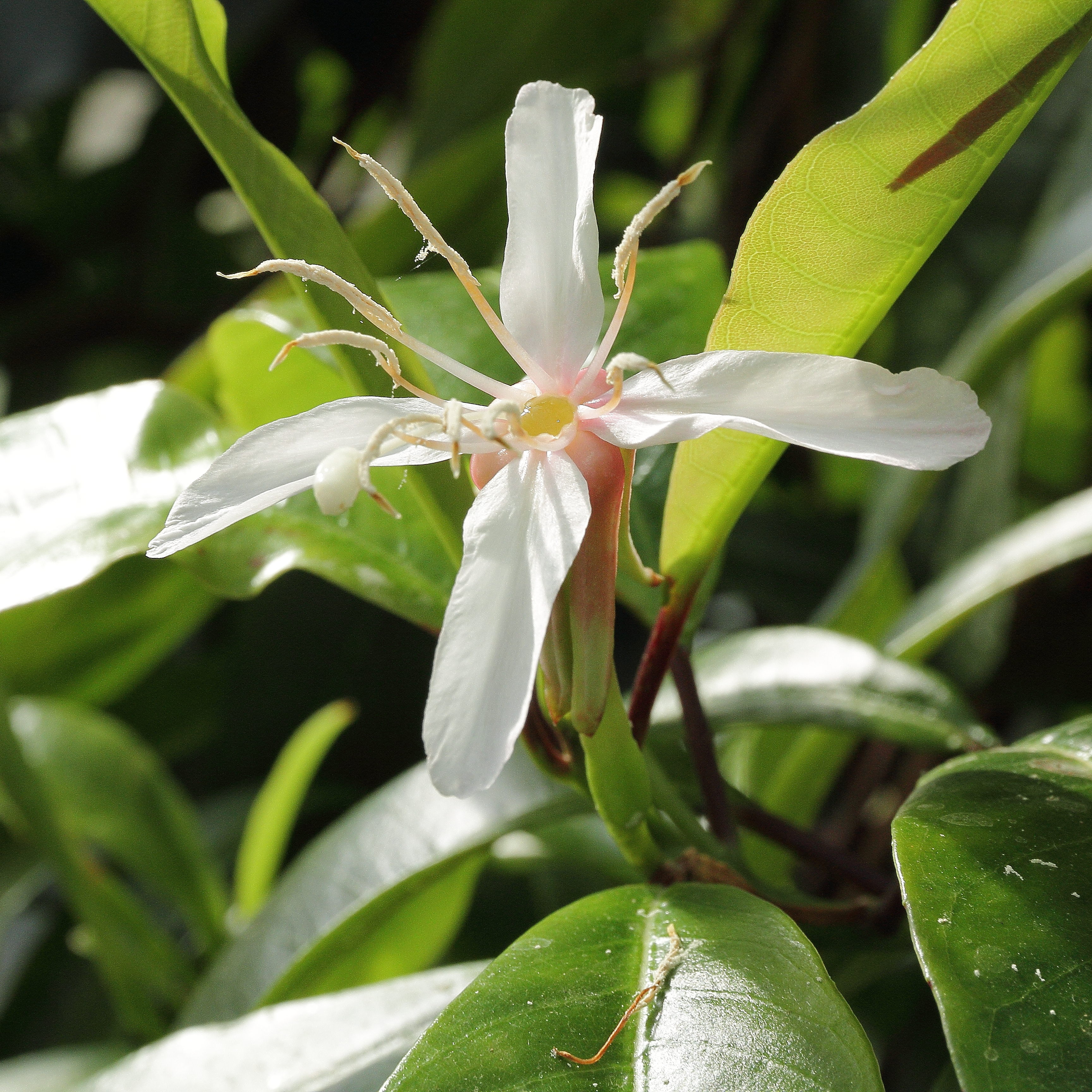
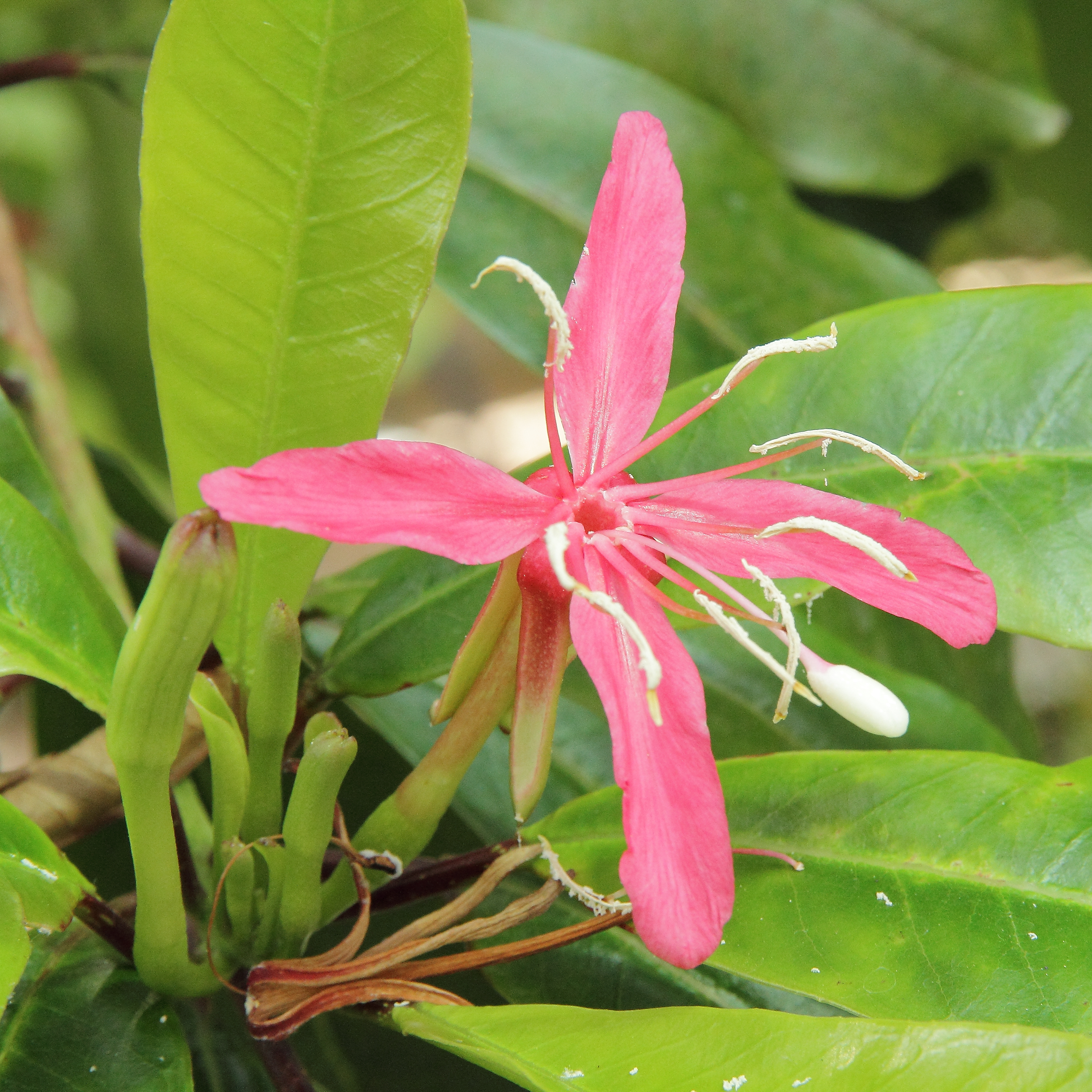
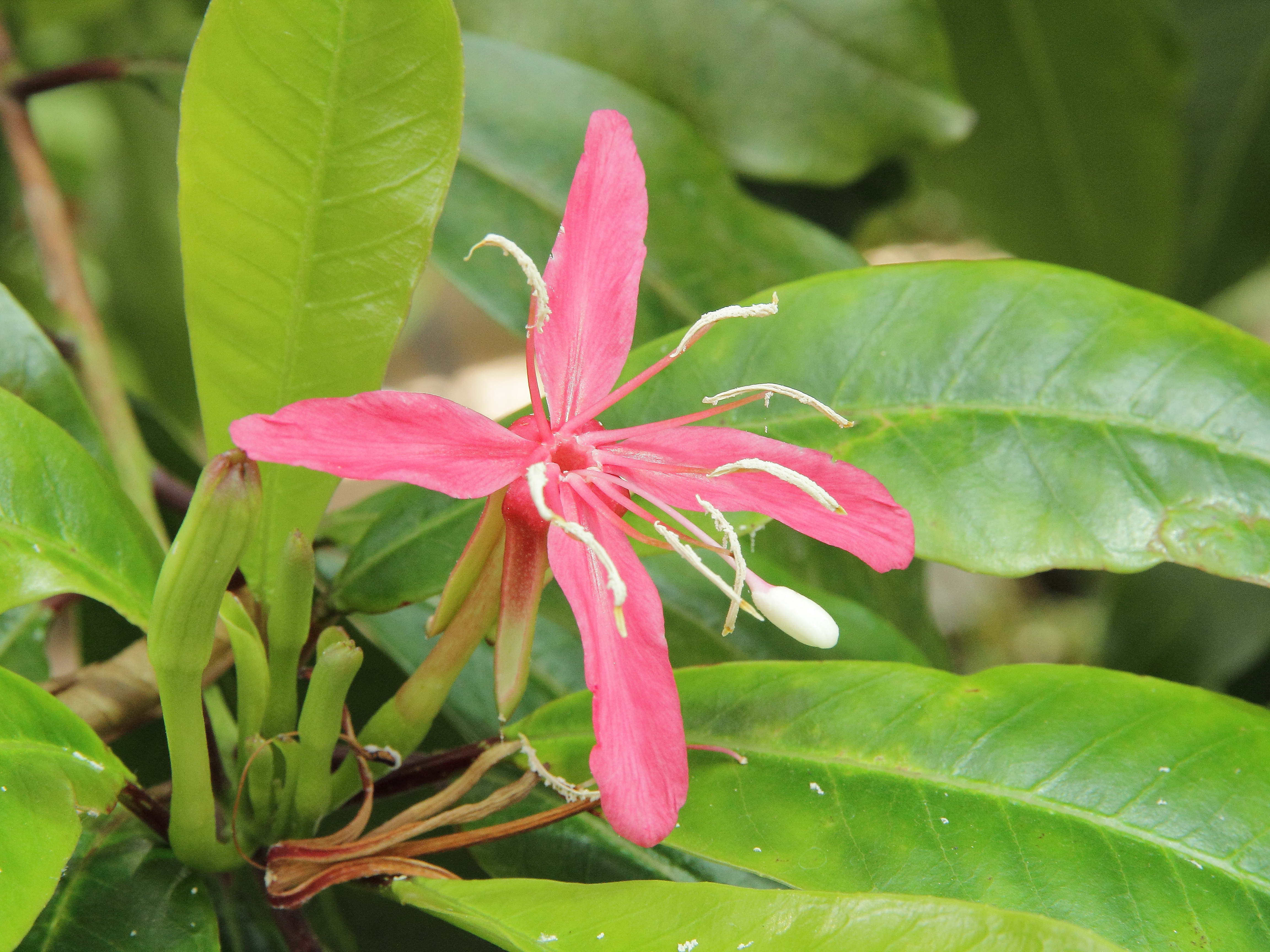
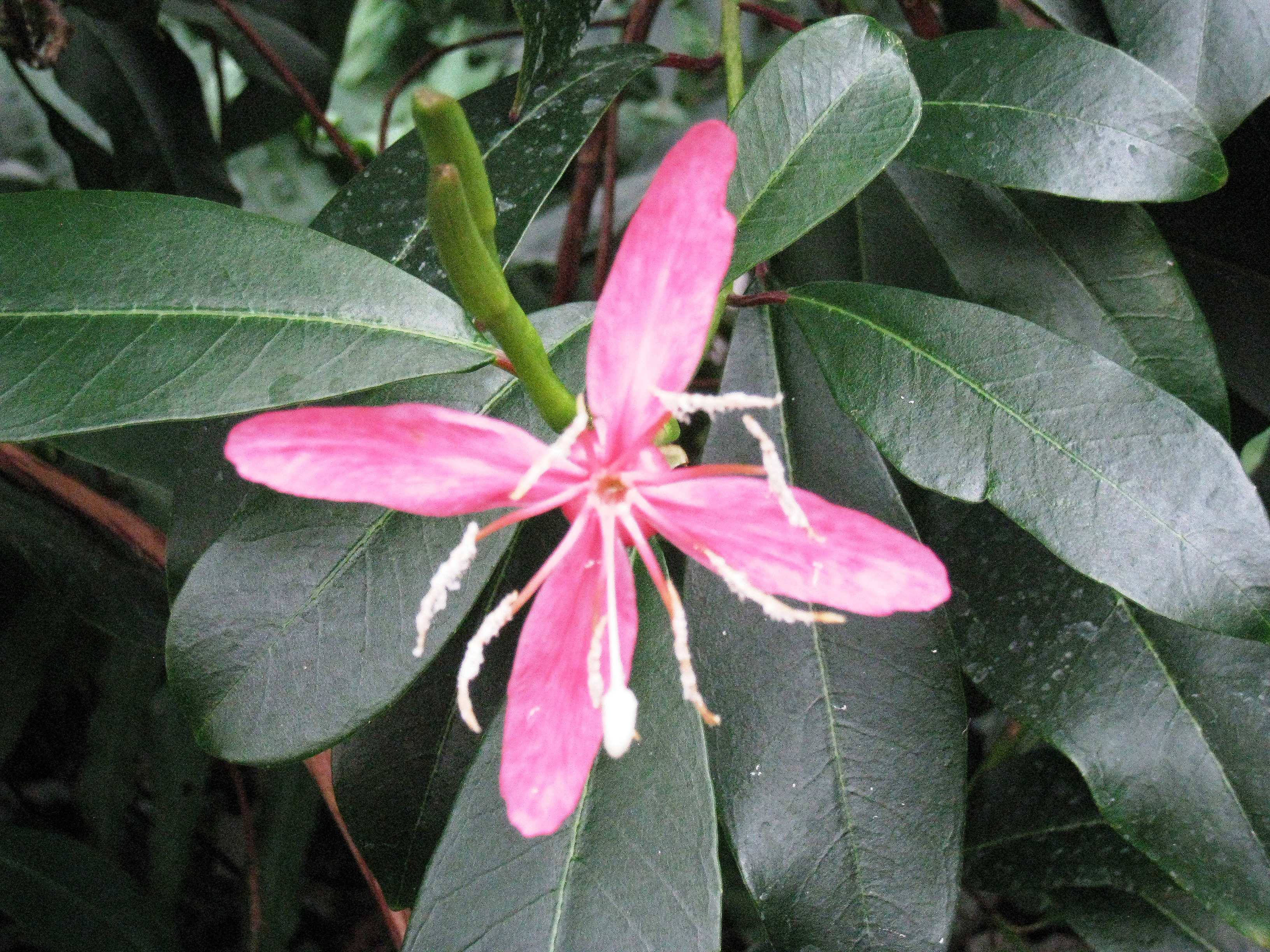